# Zalakomár
Zalakomár nagyközség Zala vármegyében, a Nagykanizsai járásban. Noha régóta lakott hely, a település a jelenlegi formájában csak 1969-ben jött létre Kiskomárom és Komárváros egyesítésével.

## Fekvése
Nagykanizsától 18 kilométerre északkeletre fekszik, a települést a 7-es főút szeli ketté.
Kiskomárom településrészen észak-déli irányban a 6831-es út halad végig, amelyből itt ágazik ki Galambok, Nagyrécse és Nagykanizsa irányába a 7511-es út; utóbbiból pedig már a külterületén ágazik ki Zalakaros felé a 7521-es út. Komárváros legfontosabb útvonala a Marcali–Galambok közti 6805-ös út, az M7-es autópálya legközelebbi csomópontjával pedig a 68 170-es út kapcsolja össze a településrészt.
Közigazgatási területének legdélebbi részét érinti még a Nemesdéd–Miháld közti 6817-es út is.
Közlekedésével kapcsolatos érdekesség, hogy egy kevesebb, mint 80 méteres szakasza – a kiskomáromi művelődési ház előtti útszakasz – önálló négy számjegyű útszámozást visel (7502-es útként), ez feltehetőleg a legrövidebb magyarországi négy számjegyű országos közút, de biztos, hogy a legrövidebbek egyike.
Érdekesség, hogy itt csatlakozott volna a Budapest-Nagykanizsa vasútba az 1847-ben tervezett Sopron-Kőszeg-Szombathely-Rum-Zalaszentgrót-Nagykanizsa vasútvonal. Ennek a vonalnak lett volna a jelenlegin kívül még egy állomása a település északi, kiskomáromi részén is.

## Története
Kiskomárom és Komárváros sorsa egyesítésük előtt is gyakran összefonódott. A kiskomáromi várnak fontos szerepe volt a török elleni háborúk korában.

### Komárváros
A Komár név szláv eredetű, de a magyar korban is használatos személynév. Zala vármegye községeinek középkori történetére vonatkozó kézirat szerint első említése 1217-ben történt. „…1217-ben emelte a nemesek közé Wruz – Orosz szent király –jobbágyot II. Endre, aki felesége, Jolánta, megérkezésekor és Barancs váránál tett szolgálatokat, három fivérével, Magossal, Kozmávaé ls Guepsával együtt, s ősi földjüket is nemesi jószággá tette. Ezek voltak: Kamár, Wirmile és Mura.”
Az elnevezés hangalakja nem sokat változott a történelem folyamán:
- 1217 Kamár
- 1308–26 Kamar
- 1535 Komárváros
- 1773 Komár Város

A település fontos szerepet töltött be a vármegye történetében. A mai falutól északra települt elődje várispánsági központ, Zala vármegye első székhelye volt. A településtől nem messze I. (Szent)) István udvarházat építtetett, melyet Alba Guriának, Fehér udvarháznak neveztek. Ehhez királyi kápolna is tartozott, amely minden bizonnyal Zala vármegye első, az államalapítás után épített temploma lehetett. E birtokközponton az akkor folyamatosan mozgásban lévő királyi udvar többször megfordulhatott, így a határ olyan épület maradványait is rejti, amelyet I. (Szent) István egyik lakóhelyének tekinthetünk. A tatárok 1241-ben elpusztították a helységet. A lakosságot IV. Béla igyekezett pótolni. 1263-ban a komári hospeseknek kiváltságlevelet adott, akiket a környező földekre telepített, magának pedig udvarházat építtetett. Komár fejlődése csak akkor torpant meg, amikor IV. László eladományozta a Csák nemzetségbelieknek. 1252-ben a zalavári apátság dézsmaközségei közé sorolták.
1293-ban viszont már hahót comes fia István mesternek birtokai között szerepel. A bencés apátság alapításának idejéről nincs tudomásunk, csak az ismeretes, hogy 1341-ben tűz pusztította el. 1356-ban már a budai káptalan birtoka. A domonkos-rendiek létesítettek itt monostort, amelyet a források 1356-ban és 1524-ben is említenek. A budai káptalan 1356-ban Ágoston-rendi kolostort építtetett Szent Erzsébet tiszteletére. 1449-ben mezővárosként említik Komárt, ez is igazolja jelentőségét. 1552-ben Nádasdy Tamás országbíró rendelete szerint Komár oppidumban a földesuraknak vámszedési joguk volt. Időközben változtak Komár tulajdonosai a budai káptalan mellett. A Marcalyak és a Rozgonyiak tulajdonába került a település birtokainak egy része. Rozgonyi Rajnold építtette Komár erősségét, majd később a Marcalyak megváltották. 1568-ban a zalavári apátságnak dézsmát szolgáltattak, ugyanakkor a töröknek is adóztak. 1600 után meglehetősen nehéz helyzetbe került Komár Kanizsa elestét követően, de élt, létezett, a kiskomáromi vár próbálta védeni. Az élet egyik jele a működő malom, és a serfőzde is igazolta létét. Az élet meglehetősen nehéz volt. A török sok kolduló katonát is elvágott portyázása során. 1690-ig török földesura Alli Begh volt.
A reformáció terjedt, 1618-ban a II. egyházmegye székhelye Komár volt. Tudjuk, hogy 1629-ben a település lelkésze és püspöke Pálfy János volt. 1687-ben a szerzetesek is vissza akartak térni, de kevés sikerrel. 1690-ben, Kanizsa felszabadulása után puszta falu volt. Két malom és két puszta tartozott hozzá: Kollen és Ormándpuszta. Birtokosai a nagyszombati vörösbarátok voltak. Pethő István óbudai prépost a letelepedni kívánóknak kiváltságokat ad, azt szeretné, hogy 101 házhelye legyen. A komáromiak csatlakoztak Rákóczi kurucaihoz, 1709-ben csata is zajlott le itt. Hamarosan kezdett benépesülni. 1738-ban egy egész-, 22 fél- és 17 negyedtelkes jobbágyot írtak össze. 1702-től már volt plébániája. 1724-re a templom újjáépült. 1744-ben fatemplom létesítését kezdték. 1754-ben az óbudai káptalan tulajdona Komár és környéke, majd a pesti papnevelde rendelkezett a birtok egy részével. 1815-ben újra Zalához csatolták a községet. Az 1830–1831-es kolerajárvány tizedelte a lakosságot.
Jellasics seregei átvonultak a településen. Burics tábornok szállta meg a helységet. A térség életében jelentős évszám 1861, a Buda–Pest–Nagykanizsa vasútvonal átadásának ideje. Áldását minden téren érezte a lakosság. A kiegyezés utáni kapitalista fejlődés éreztette a hatását. 1871-től hívják a települést hivatalosan Komárvárosnak. 1917-ben nagy tűzvész akasztotta meg egy időre a fellendülést. 1925-re a lakosság száma 1734-re emelkedett, a döntő többség magyar nyelvű. 337 lakóház volt a faluban. Egy katolikus iskola három tanerővel és egy római katolikus gazdasági továbbképző is működött. Polgári egyesületek – Polgári Dalkör, Önkéntes Tűzoltó Egyesület, Levente Egyesület – is voltak itt. A község gazdasági életére nagy hatással volt Szatucsek János téglaégető és cementgyára. Gróf Somssich Antal, a pesti papnevelde, a Legeltetési Társulat és a MÁV rendelkezett nagyobb birtokkal a falu határában. Önálló iparosa 17, kereskedője 6 volt a településnek.
1945-ben a szovjet légierő nagy támadást intézett Komárváros ellen. Több ház és pajta is leégett. A háborúban 46 komárvárosi áldozta életét. A földosztás során 1200 kataszteri hold grófi és papi birtokot vettek el. 1951-ben termelőszövetkezet alakult, majd 1952-ben a Kápolnapusztai Állami Gazdaság. 1955-ben bevezették a villanyt. 1960-ban alakult meg a Petőfi Tsz. 1963-ban Betonáru üzem létesült, 116 dolgozót foglalkoztatott. Volt MÉH telepe is, amely gyümölcs és zöldség aszalását végezte.

### Kiskomárom
Első ismert írásos említése 1410-ből való, ekkor különböztetik meg Komártól. 1499-ben Somogy vármegyéhez tartozott.
- 1410 Kyskomarom
- 1440 Kiskomar

A terület védelme érdekében várat építettek ide 1540-ben. A kanizsai főkapitányság legfontosabb erődítménye lett. 1565-ben királyi tulajdonba került. Egy év múlva 21 katona szolgált itt. 1568-ban Thury kezdi megerősíteni, őrségét megnöveli. 1573-ban arról panaszkodnak, hogy rendszeresen elmarad a zsold, zsindelyezni kellene a tetőt, mert korhadtak a gerendák. 1599-ben Paradeiser élelmet és pénzt követelt a várnak. 1600-ban a magyarok kiürítették, a török előtt szabad lett az út. 1601-ben visszafoglalták a magyarok, s fontos végvárrá vált. 1604-ben Benő Farkas 100 gyalogost kér, mivel a török közeledésének jött híre. 1619-ben olyan állapotú volt a végvár, hogy az őrség meg is szökött. 1630-ban 600 marhát hajtott el a török, s mindössze három napi élelem maradt a várban. 1637-ben II. Ferdinándot Batthyány Ádám (királyi kamarás) generális kérte, hogy Kiskomárom várában 120 lovast és 210 hajdút tartson. Ugyanis az előző évben a vitézlő nép megélhetése érdekében kereskedésre adta magát, a kapitány sem tud mit kezdeni velük, nem tartózkodnak a várban. 1640-ben a kapitány Bessenyi István volt, 1644-ben pestis is pusztított. A vár pusztává vált. Új helyőrséget és pénzt kértek, ugyanis a várban és a faluban 600 ember halt meg. 1651-ben Battyhány 100 németet küldött a vár megerősítésére. Egy év múlva Egerszegről 150 lovast és 240 gyalogost rendeltek a várba. A későbbiek során állaga romlott. 1681-ben lerombolták a várat, ugyanis a vasvári béke után nem építhették újjá.
1542-ben a barátoknak és a plébánosoknak külön van itt birtoka. 1586-ban a zalavári apátságnak adtak bor- és gabonadézsmát. Az 1597-es birtokösszeírás szerint Kiskomár a váruradalomhoz tartozó falu, 38 telek van, az ekék száma 6. A 17. században a megye egyik legjelentősebb iskolája működött Kiskomáromban. 1624-ben tanították már itt a gyermekeket. 1634-ből ismeretes a presbitérium szabályzata az iskola részére. 1635-ben kezdték bővíteni az iskolát (Gondán Zsigmond volt a schola rechtor), amely 1654-re fejeződött be. 1650-ben Lórántffy Zsuzsanna 320 tallért adott az eklézsiának iskolamesterek és lelkészek eltartására. (A törökök rendszeres támadása hátráltatta a munkát.) Szőllősi Gáspár volt a tanító, még két segítője is volt. A század végére azonban az iskola elpusztult.
1679-ben csak 23 lakott portája volt a helységnek. 1715-ben telepítettek lakosokat a nagyszombati jezsuiták, akik a terület földesurai lettek. 1717-ben még sok puszta telek volt. Lassan történt a benépesedés. 1738-ban hat fél- és 30 negyedtelekes jobbágyot írtak össze. 1735-ben mezőváros. Elég tágas temploma és plébániája van. A szolgáltatásaik magasak voltak, ezért 1754-ben az úriszékhez mentek panaszra. Továbbra is vallási központként jegyezték. Filiái voltak: Magyaród, Karos, Komárváros, Galambok, Szent Jakab. 1771-ben Kiskomárom nemcsak mezőváros, hanem anyaegyház, mater is. Tanítója Horváth József volt, aki rokkant obsitos katona volt. 1770-ben 23 gyermeket oktatott. Olvasást, írást, hittant tanított az iskolateremben.
A katolikus templom, amely műemlék jellegű, gazdagon díszített barokk építmény, mely 1744–1770 között épült, a Szentháromság tiszteletére szentelték fel. Értékét külön növeli, hogy freskói egy részét id. Dorfmeister István készítette, aki 1781-ben és 1793-ban festett itt. A 875 lelket egy plébános és egy káptalan segítette a hite gyakorlásában. 1790-től a pesti katolikus Központi Papnevelde Generál Semináriuma volt itt a kiskomáromi uradalom birtokosa. 1828-ban 238-an laktak a faluban, a templomnak 3 filiája volt. A vörösbarátok is kaptak Kiskomáromban birtokot. 1873-ban Kiskomáromban római katolikus önképzőkör alakult, amelynek nagy szerepe volt a műveltség emelésében.
Nevezetes az ormándpusztai kastély, a kápolnapusztai bivalyrezervátum, amely sok látogatót vonz. Dicséretesen szép az emlékpark. A lakosság létszáma 1890-ben volt a legtöbb, 2102 fő. Már 1910-ben is 16%-a foglalkozott a lakosságnak iparral, illetve kereskedelemmel. Nem volt jellegzetes házi ipara a falunak, 1900 körül híresek voltak a takácsok. 1910-ben két tanítója volt Kiskomáromnak. 1895-ben Kiskomárom és Vidéke Községi Hitelszövetkezet alakult, amely kizárólag banküzletekkel foglalkozott. A világháború utáni inflációs időszak csaknem teljesen megsemmisítette a szövetkezet vagyonát. 1923-ban történt meg az újjászervezés. A legnagyobb birtokos a Pesti Központi Papnevelde volt, melynek kiskomáromi központja négy helységben több mint 7000 kh-as gazdaságot irányított. Az uradalom birtokától a község határában 3220 kh volt. A nagybirtok szorításában a parasztok túlnyomó többsége 5 holdon aluli törpebirtokos volt. 1925-ben csak 24 gazdának volt 10 holdnál több birtoka. A mezőgazdasági termékek közül: gabona-, kukorica- és burgonyatermelés. Termelnek még cukorrépát, napraforgót, paprikát és babot, jelentős volt a szarvasmarha- és sertéstenyésztés. A szegénység miatt vállaltak réses aratást, eljártak Tolna és Fejér megyébe hatnapos munkára.
1924-től nagyközség lett. Volt körorvosa, két kocsmája, egy vendéglője, egy fogadója. A római katolikus hitközségi elemi iskolában 3 tanerő volt. Rendelkezett a helység három vegyeskereskedéssel, két kisebb szatócsüzlettel, valamint több kisiparossal. A község a két világháború között igen fejlett társadalmi és kulturális életet élt. Az Ipartestület az iparosokat fogta össze, gazdasági célú szervezkedés volt a továbbélő Hitelszövetkezet. Volt Legeltetési Társulat, Hegyközség. Tisztán kulturális egyesület a Kiskomáromi Daloskör. Létezett az Önkéntes Tűzoltó Egyesület, a Levente Egyesület. Dolgozott a faluban körorvos és körállatorvos. Két magánorvos is lakott itt. 46 önálló iparosa és 8 kereskedője volt ekkor a helységnek.
A második világháború alatt lefoglalták az iskolát a német és magyar katonák részére. 1945-ben végrehajtották a földreformot. 250 gazda kapott birtoklevelet. 1948-ban hétosztályos iskola működött. 1949-ben 460 lakóházban 1983 lakos élt. Kiskomáromhoz tartozó külterületek: Behiákpuszta, Csaletmajor, Kápolnapuszta, Bányavölgy, Kiskomáromhegy, vasúti őrházak. A gazdák jó részének szőlője is van a galamboki, karosi és csapi hegyen, mivel Kiskomáromnak csak egy szőlőhegye van. Jó szőlőt és bort termelnek, fejlett a gyümölcstermelésük is.
A háborúban a község hatalmas vérveszteséget szenvedett: 68 lakója veszett oda. 1951-ben sütőüzem alakult. 1952-ben Kiskomáromi Vegyes Kisipari Szövetkezet alakult a következő szakmából: asztalos, bognár, cementáru-készítő, cipész, férfiszabó, lakatos, köteles, szobafestő. Építőbrigád is alakult.
1956-ban az iskolában megvalósult a szakrendszerű oktatás. 1962–64 között új művelődési ház készült el. A termelőszövetkezet is fokozatosan erősödött. Az Árpád Vezér Tsz taglétszáma 1965-ben 437 fő volt. A férfiak nagy része Kanizsán, Pécsett dolgozott az építőiparban és gyárakban.

### Ormándpuszta

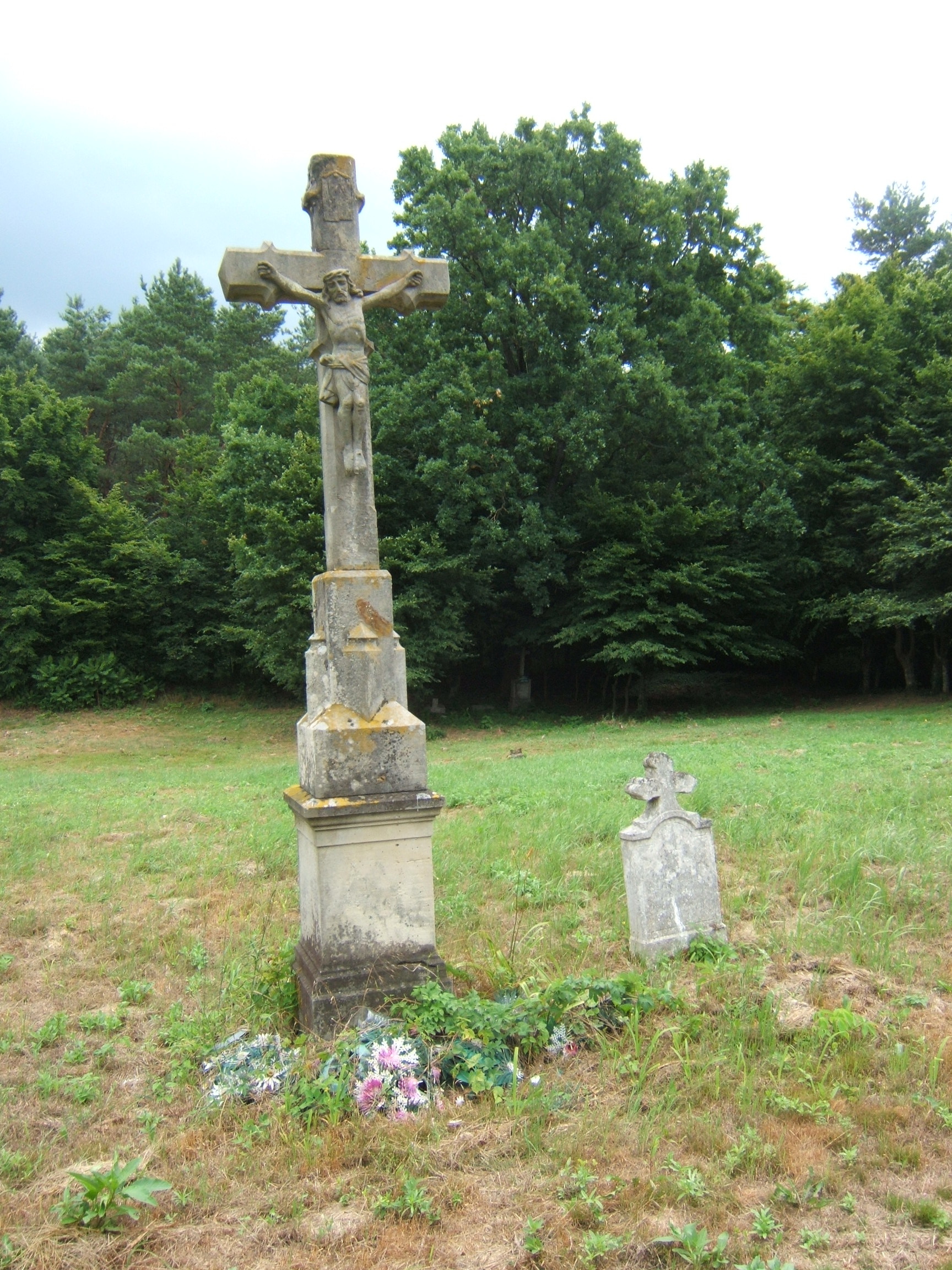
Régi kőkereszt és sírkő az ormándpusztai temetőben

- 1412-ben Ormandhyda néven említik először
- 1768 Ormánd, Ormándhida
- 1832 Ormándpuszta

Komárvárostól délkeletre, Zala és Somogy vármegye határán sík és enyhén dombos területen fekszik. 1412-ben a Kanizsai család és az óbudai káptalan birtokperében szerepelt először. 1544-ben Both György tulajdona. 3 portát, 5 szegényt és 10 puszta portát írtak össze. 1548-ban a török teljesen elpusztította. 1564-ben Both Gábor puszta birtokaként említették. Nyilván a komáromi vár közelsége miatt később nem települt újra. Az 1768. évi úrbér rendezésekor földesura Somssich Antal volt, a terület a leszármazottak tulajdonában maradt 1945-ig. Ekkor csak 3 házas zsellér lakta. Az 1769. évi urbárium szerint a prédium frissen települt szabad menetelű jobbágyokkal. Lakói a majorság körül segítettek, más terhük nem volt. Faizásuk ingyenes, a makkoltatásért két garast kellett fizetniük. Volt elegendő legelő, sok erdő, irtásra törekedtek, napszámra nem volt lehetőségük.
1770-ben már 11 család lakta 43 lélekkel és 29 adózóval. Volt közöttük uradalmi kocsmáros, saját juhait legeltető juhász, uradalmi molnár, hajdú majorgazda, aki egyben varga is volt. Voltak háziállataik, kereskedésből évi 55 Ft jövedelemre tettek szert. Temploma, papja nem volt, a tanítói szolgálatot a kiskomáromi tanító látta el. 1828-ban faluként emlegetik, 14 házban 207 katolikus élt. A lakosok zsellérek és cselédek. A 19. század második felétől Komárvároshoz tartozott. 1962-ben külterületi lakott hely 26 lélekkel. A nagy parkkal övezett eklektikus stílusú Somssich-kastélyban 1945 után SZOT iskolaszanatórium, majd gyermeküdülő működött.

### Zalakomár
Már 1946-ban kísérlet történt Kiskomárom és Komárváros egyesítésére, de akkor ez meghiúsult. 1969. július 1. határkő a két község történetében: ekkor lett Zalakomár a település neve.
A településen polgárőrség működik.

## Közélete

### Polgármesterei
- 1990–1994: Hatos Tibor (SZDSZ)[6]
- 1994–1998: Varga Miklós (MDF-Fidesz-KDNP)[7]
- 1998–2002: Varga Miklós (független)[8]
- 2002–2006: Varga Miklós (független)[9]
- 2006–2010: Varga Miklós (független)[10]
- 2010–2014: Varga Miklós (független)[11]
- 2014–2019: Csárdi Tamás (független)[12]
- 2019–2024: Csárdi Tamás (független)[13]
- 2024– : Horváth Zoltán (független)[1]

A településen a 2024. június 9-i önkormányzati választás után, a polgármester-választás tekintetében nem lehetett eredményt hirdetni, mert szavazategyenlőség alakult ki a hat induló független polgármesterjelölt, Horváth Zoltán és Baranyai Attila között. Az emiatt szükségessé vált időközi választást 2024. szeptember 1-jén tartották meg; ezen már csak három jelölt indult és Horváth Zoltán a leadott szavazatok majdnem pontosan 50 százalékával szerezte meg a polgármesteri posztot.

## Népesség
A település népességének változása:
| Lakosok száma | 2982 | 2981 | 2960 | 2736 | 2772 | 2786 | 2778 |
|               | 2013 | 2014 | 2015 | 2021 | 2022 | 2023 | 2024 |

A 2011-es népszámlálás idején a nemzetiségi megoszlás a következő volt: magyar 84,9%, cigány 13,87%, német 0,98%, horvát 0,09%. A lakosok 81,6%-a római katolikusnak, 0,5% reformátusnak, 0,57% evangélikusnak, 2,36% felekezeten kívülinek vallotta magát (14,6% nem nyilatkozott).
2022-ben a lakosság 91,3%-a vallotta magát magyarnak, 18,5% cigánynak, 3,2% németnek, 0,1-0,1% szerbnek, görögnek és ukránnak, 1% egyéb, nem hazai nemzetiségűnek (6,5% nem nyilatkozott; a kettős identitások miatt a végösszeg nagyobb lehet 100%-nál). Vallásuk szerint 61,5% volt római katolikus, 0,7% református, 0,4% evangélikus, 0,9% egyéb keresztény, 1,2% egyéb katolikus, 10,9% felekezeten kívüli (24,2% nem válaszolt).

## Nevezetességei

### A római katolikus egyház temploma
A római katolikus egyház helyi képviselője Szi-Márton János plébános. Az 1771 -ben épült, gazdagon díszített, műemlék jellegű barokk templomot a Szentháromság tiszteletére szentelték fel, mely  az idelátogatók számára is remek látnivalót kínál. A szentélyben Péter apostol és Pál apostol búcsúja látható. E faliképet Dorfmeister István alkotta.

### Bivalyrezervátum

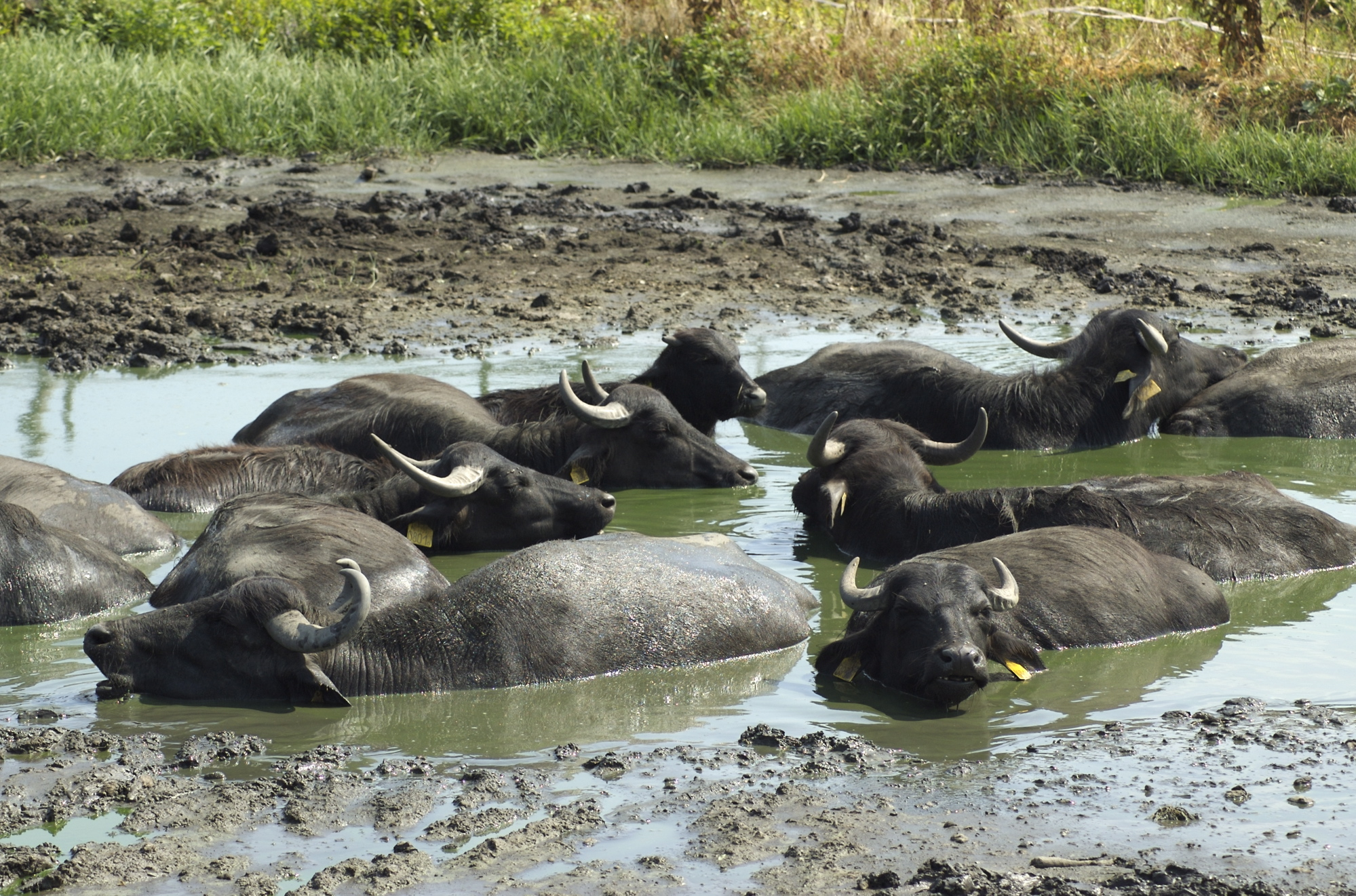
Kápolnapusztai bivalyrezervátum

A második világháború után a megmaradt kevés számú bivaly Balatonnagyberekben élt szilajtartásban. Az 1950-es években, a technikai fejlődés következtében, egyre kevesebb szükség volt a bivalyokra. A töredék állomány összegyűjtésére a Kápolnapusztai Állami Gazdaság kapott megbízást, amely a – mezőgazdasági művelésre alkalmatlan, de a bivalytartásra ideális területen – Zimánypusztán, a Kis-Balatonnál helyezte el az akkor 40-50 darabot számláló bivalycsordát. 1976-ban került a jelenlegi helyére, ami 1997 óta a Balaton-felvidék Nemzeti Park része.
A bivaly egykor Észak-Afrikától a Fülöp-szigetekig, Közép-Kínától Ceylonig elterjedt állatfaj volt. Gyakran vízibivalynak nevezték, mert előszeretettel tartózkodik mocsarakban. Háziasított fajtája a házi bivaly. Főként nehéz terhek húzására igavonóként használták, de húsát és zsíros tejét is fogyasztották. A közelmúltban az Alföldről magyar szürkemarha állományt is hoztak a rezervátumba. Egész évben nyitva: délelőtt a legelőn, délután a telephelyen.

### Tarajos pajzsika termőhelye
A védelmet érdemlő erdőterületek Zalakomár ormándpusztai részén az úgynevezett Csöngő-kúti forrás szomszédságában találhatók. A terület növényföldrajzilag a belső-somogyi flórajárás homokvidékéhez tartozik. A zömében égeres ligeterdő számos védett növényfajunk termőhelye, ezek közül talán legjelentősebb a tarajos pajzsika, amelynek ezen kívül csak az Északi-középhegységben van jelenleg ismert előfordulása. A mintegy 70 hektárnyi területen számos különböző gyakorisággal előforduló védett faj él.

### Madárrezervátum
264 hektáros terület védelmét 1976-ban rendelték el. A Zalakomár és Galambok határában fekvő terület zömmel erdő, kisebb része gyep.A védetté nyilvánított terület Dél-Zala azon – egyre csökkenő – tájai közé tartozik, amely nagyrészt még megőrizte az eredeti természetes állapotot. Legjellemzőbb két erdőtársulása a páfrányos égerláperdő (Dryopteridi-Alnetum) és a magyarkőrises égerláp (Fraxino pannonicae-Alnetum). Az égerláperdő külső részein a nyúlánk sás (Carex elongata) állományalkotó, belső erdőfoltjainak nyíltvizű zsombékosaiban a mocsári pajzsikák (Thelypteris palustris, Dryopteris lanceolato-cristata), a békaliliom (Hottonia palustris) jelentős értékek. A magyarkőrises égerláp a magyar kőrisnek (Fraxinus angustifolia ssp. pannonica) fontos géntartaléka. A csatlakozó előillír tölgy–kőris–szil ligeterdők (Fraxino pannonicae-Ulmetum) és a beékelődő rétek (Alopecuretum pratensis) számos további növényi értéket őriznek.
A különleges természeti adottságok számos ritka madárfaj számára nyújtanak kedvező élőhelyet. Közülük legjelentősebb a réti sas (Haliaëtus albicilla), amelyből hazánkban csak néhány pár fészkel és számuk Európában is állandóan csökken. A faj kipusztulásának megakadályozása csak átfogó természetvédelmi intézkedésekkel, elsősorban a költőhelyek védetté nyilvánításával lehetséges. A komárvárosi „Csörnye berek” a réti sasnak egyik régóta nyilvántartott hazai fészkelő helye, ezért – fennmaradása és háborítatlansága érdekében – védelem alá kell helyezni. A terület védetté nyilvánítása még számos egyéb védett vadon élő állatfajnak – megritkult emlős, hüllő, kétéltű és madárfajoknak – nyújt zavartalan életfeltételeket. Az utóbbiak közül külön említést érdemel a területen rendszeresen költő fekete gólya (Ciconia nigra) és fekete harkály (Dryocopus martius). A természetes növénytársulások megőrzése nemcsak az egész életközösség fenntartása érdekében, hanem tájkép megőrzése miatt is szükséges.

## Kultúra
A településen számos önkormányzati intézmény szolgálja a helyiek igényét: a nevelés-oktatás a napköziotthonos óvodában valamint az általános- és művészeti iskolában folyik.
A szabadidő eltöltéséhez a művelődési ház, teleház, a könyvtár és a 800 m²-es tornacsarnok kínál programokat.

### Dunántúli középkori mezővárosok találkozója
A dunántúli középkori mezővárosok találkozóját 2001 és 2010 között rendezték meg a településen.

### Helyi művészeti csoportok

#### Péczely Attila népzenei csoport
1996-ban pályázati felhívás kapcsán alakult csoport.

Vezetője Nagy Jolán.

Elnyert díjak:
- Országos Minősítés Ezüst fokozata(2006)
- Megyei Nívódíj (2006)

#### Dalkör
2002-ben alakult csoport.

Vezetője: Németh Lászlóné

Elnyert díjak:
- Országos Minősítés Ezüst fokozata(2006)
- I. díj. XII. Hévízi Borfesztivál, Országos Bordalverseny, Művészeti Csoportok Kategória.
- Megyei Közművelődési Nívódíj

#### Sorry Művészeti Csoport
A Sorry Művészeti Csoport 2003-ban létrejött fiatalokból álló kis csapat. Táncolnak, énekelnek.

## A településen gyűjtött népdalok
| Cím                              | Gyűjtő         | Év   |
| -------------------------------- | -------------- | ---- |
| Hol jártál az éjjel, cinegemadár | Péczely Attila | 1927 |
| Pásztorok, keljünk fel           | Péczely Attila | 1925 |
| Komáromi magas torony            | Péczely Attila |      |
| Csíp, csíp, csóka                | Péczely Attila | 1925 |
| Én édes, szép pintes üvegem      | Péczely Attila | 1926 |
| Jaj de szépen esik az eső        | Péczely Attila |      |

## A település az irodalomban
- Kiskomárom, mint a 16. század végi észak-somogyi védelmi rendszer egyik fontos erőssége megjelenik Fekete István író A koppányi aga testamentuma című ifjúsági regényében, annak egyik kevésbé lényeges, de többször is említett helyszíneként.

## Képek

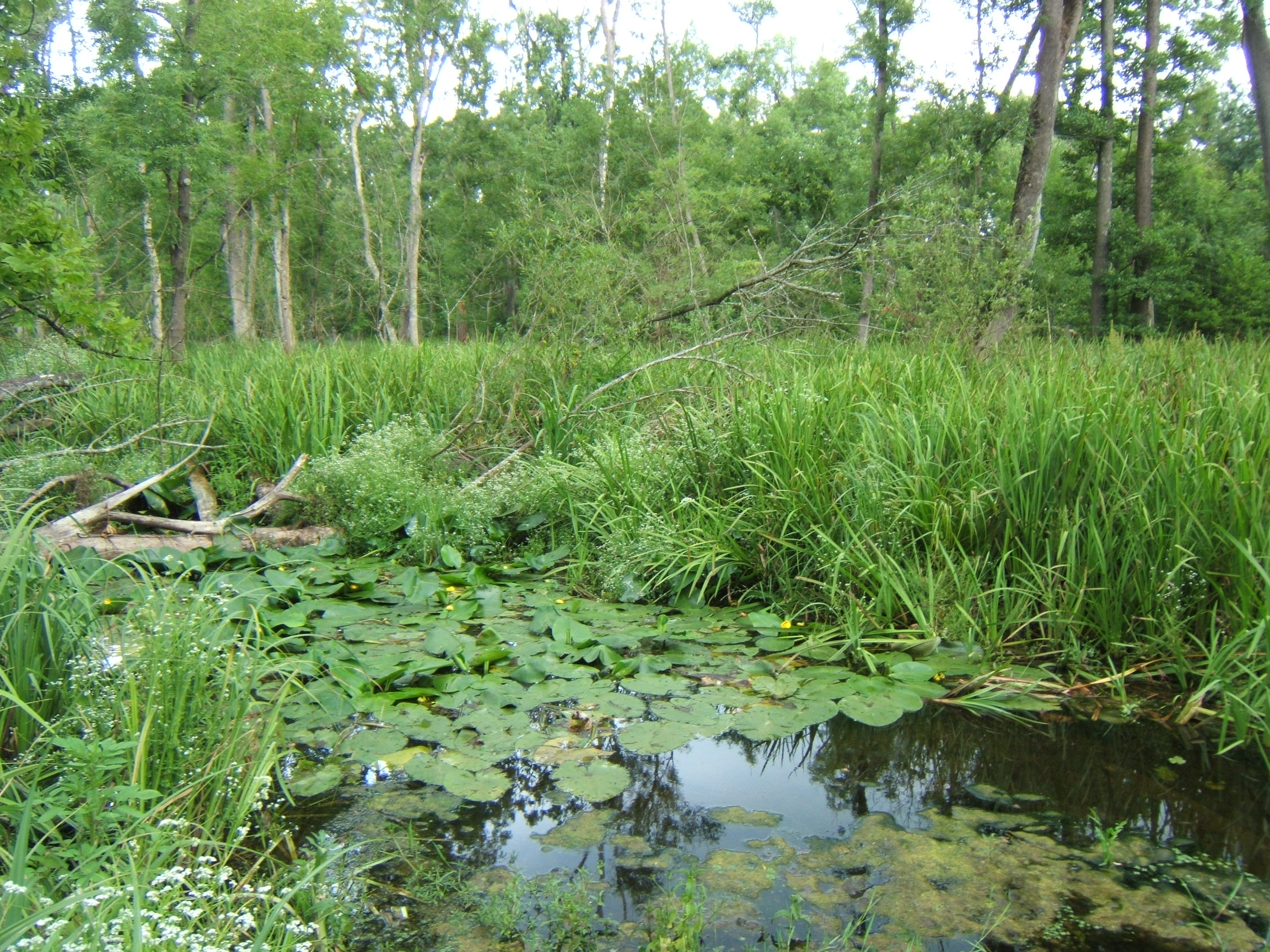
Mocsárvilág Zalakomár külterületén, Somogysimonyi határán
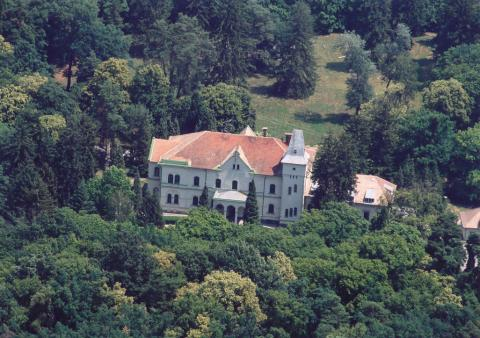
Az ormándpusztai kastély